# Sukhoj Su-30MKM
Sukhoi Su-30MKM (Modernizirovannyi Kommercheskiy Malaysia – Moderniseret Export Malaysia) er et jagerfly udviklet af den russiske flydesign-virksomhed Sukhoj og produceret af Irkut Corporation for det malaysiske flyvevåben, Royal Malaysian Air Force. Flyet er en variant af Sukhojs Su-30-serie af jagerfly, der alle er baseret på Su-27-jageren. Su-30MKM er i forhold til Su-30 væsentligt forbedret i forhold til den oprindelige Su-30K eksportversion, idet en række forbedringer fra Sukhoj Su-35 og Sukhoj Su-37-projekterne. Flyet er et tungt langtrækkende jagerfly til brug i alle vejrtyper med multirolle-egenskaber på samme måde som den indiske variant Su-30MKI.
Su-30MKM blev bestilt i 2003 af Malaysias luftvåben og i august 2003 blev leveringskontrakten underskrevet af Ruslands præsident Vladimir Putin under et officielt besøg i Malaysia. Bortset fra enkelte russiske MiG-29'ere havde Malaysia indtil da alene anvendt vestlige fly. Ved bestillingen afgav Malaysia ordre på 18 fly for en pris på 900 millioner $. Som led i handlen sendte Rusland den første malaysiske kosmonaut til den Internationale Rumstation, ISS.
Flyene blev bestilt i konkurrence med McDonnell Douglas F/A-18D og Boeings F/A-18E/F Super Hornet.
De første fly blev leveret i maj 2007 og de sidste i august 2009.

## Gallery
- Su30MKM under opvisning
- Su30MKM med udsigt til flyets motorer
- To Su-30MKM'ere set oppefra og nedefra
- Su-30MKM under start
- Su-30MKM i luften

## Eksterne links
- Wikimedia Commons har flere filer relateret til Sukhoj Su-30MKM
- Sukhoi Su-30MK Su-30MKM fighter aircraft(Air recognition) Arkiveret 2. december 2014 hos  Wayback Machine